# Villa Bagatelle (Irigny)
Pour les articles homonymes, voir Villa Bagatelle (homonymie).
La Villa Bagatelle est une villa située à Irigny en France. Commanditée par Pierre Juppet (créateur des apéritifs Saint-Raphaël) et dessinée par l’architecte Pierre Curieux entre 1899 et 1901. Son jardin et les bâtiments des communs furent ensuite aménagés entre 1901 et 1910 par Luizet et Barret.
Les façades et toitures des communs sont protégées par l’arrêté d’inscription du 6 novembre  2009..

## Histoire

### Construction

#### L'achat du terrain
L’origine de la propriété remonte au XVIe siècle. Les propriétaires se succèdent sur ces terres plantées de vignes. Les Carmagnac y sont installés dans la deuxième moitié du XVIIIe siècle jusqu’en 1835. En 1836 le domaine est cédé à Jean Pierre Rouher, rentier de Lyon qui vend une partie des terres pour le redressement du tracé de l’actuelle départementale quinze, en octobre 1847. Le cadastre de 1822 présente les bâtiments des Carmagnac avant leur destruction.
L’achat de la propriété d’Irigny est signé le dix février 1892, l’acquéreur est Pierre Juppet (1855-1914). L’acte de vente précise qu’il s’agit d’une propriété de rendement et d’agrément, en mauvais état comportant des bâtiments vétustes. Le prix est fixé à 15 000 francs, payés content en espèces. Le domaine comprend initialement les parcelles : 827 à 832 et sera agrandi par l’achat d’une partie de la parcelle 815 en 1901.
Le site est habité depuis 1896 (info. recensement) par la famille du propriétaire. A partir de 1906, Pierre Juppet figure dans le recensement, cependant il s’agit d’une résidence secondaire pour les Juppet qui vivent à Paris, dans un hôtel particulier du quartier chic de la plaine Monceau, au n°36 rue de Naples. 

#### Construction par l'architecte Pierre Curieux
L’architecte des bâtiments est Pierre Curieux (1830-1904). Nous ignorons comment s’est fait ce choix, et les informations sur lui sont rares. En 1900, il est un homme déjà âgé de soixante-dix ans. Avant Bagatelle il réalise la mairie-école de Saint-Germain - l’Arbresle en 1883, dont la réception des travaux est faite le 23 novembre 1884. En 1900, en plus de Bagatelle, il construit le château de Narcel à Sainte-Foy-Lès-Lyon, pour le soyeux : Charles Cornet (1858-1932) et son épouse Pauline Bret. La revue La construction lyonnaise cite plusieurs autres de ses chantiers en cours dans la région entre 1900 et 1902. Enfin, il est l’architecte qui conduit pour Georges Chédanne le chantier de l’Hôtel Terminus actuel Château-Perrache, pour la Société des chemins de fers Paris-Lyon-Méditerranée achevé en 1906. L’édifice est de style art nouveau et une collaboration avec Louis Majorelle est supposée pour les marquises protégeant les entrées nord et sud.
- une situation en campagne suburbaine où l’accès est possible via le chemin de fer (ligne Paris - Lyon inaugurée en
- 1849),
- le choix d’une implantation à flanc de coteau offrant des vues dégagées vers le Rhône et une forme architecturale déployant des terrasses et tourelles démontrant l’intérêt pour le panorama,
- la multiplication et la complexité du plan et des élévations : compositions et façades dissymétriques, décrochements
- des façades ; avancées et retraits tels que véranda et terrasse,
- l’exubérance de formes, alliant à la fois des influences mauresques, art nouveau et des références historicistes témoignant du goût, de la personnalité, des besoins et des moyens du propriétaire,
- l’abondance et la variété des matériaux et donc de la décoration. Avec des matériaux relevant de la construction traditionnelle (maçonnerie de pierre, de moellons, ardoise ...) ou bien issus de la révolution industrielle (brique, ciment prompt, mâchefer, tuile mécanique, etc), mais offrant une grande richesse plastique et d’infinies possibilités ornementales,
- la collaboration avec des artistes pour la sculpture (M. Masson) ou la décoration intérieure tels que le peintre M. Mangier,
- l’intégration d’innovation techniques offrant le confort moderne comme le chauffage à calorifuge.

Les caractéristiques architecturales et décoratives apparaissent comme une véritable mise en scène de la distinction sociale du propriétaire mais aussi comme une recherche forte d’agrément, de plaisir, révélatrice d’un tournant progressif vers une société de loisir.

##### L'aménagement du jardin par Luizet et Barret
Jean-Marie Morel, né à Lyon en 1728 et mort à Écully en 1810, est l’un des premiers Français architectes paysagistes à copier les parcs à l’anglaise qui imitent la nature en 1807-1808. À sa suite, des dessinateurs de jardins apparaissent dans les familles des pépiniéristes lyonnais comme celles des Luizet, ou des Barret. D’abord concurrentes, les maisons Luizet et Barret sont réunies en 1907 et poursuivront leur activité jusqu’en 1975. Leur activité, sur plusieurs générations, fut extrêmement prolifique ; les archives ont permis de retrouver 466 plans de jardins dans le Rhône !
Le parc de la villa Bagatelle dont l’aménagement est confié à Gabriel II Luizet et Antoine Barret, de 1901 à 1910, est l’un des rares jardin de ce vaste corpus encore conservés en bon état, et témoins de l’âge d’or des jardins à la lyonnaise. Il constitue un exemple significatif de l’aménagement des jardins irréguliers avec des circulations en courbes, des plantes en port libres, des rochers (véritables ou factices), la présence de l’eau, des contrastes d’ombres et de lumière et des fabriques venant ponctuer la promenade.

#### L'aménagement des communs
Les communs se trouvent partiellement construits sur une partie de la parcelle 815 (achetée en 1901). En effet, pour les besoins de la construction, Pierre Juppet s’organise afin que soit modifié le tracé du chemin vicinal n°8, actuellement Côte Carmagnac. Le 17 juin 1902 est signé l’acte d’échange par lequel le couple Juppet donne à la commune d’Irigny une parcelle de six-cent-onze mètres carrés pour servir à la rectification du chemin qui sera entretenu par M. Juppet pendant un an. La commune lui cède en retour la parcelle de terrain communal correspondant à l’ancien tracé de la côte Carmagnac d’une superficie de cinq cent quatre-vingt huit mètres carrés.
Au mois d’octobre et novembre 1902 les travaux de construction des dépendances débutent. L’orangerie, la remise et la buanderie sont achevés en 1906. Les bâtiments du minaret, de la serre, de la salle de jeux, et la bibliothèque, ainsi que la maison du concierge  sont réceptionnés quant à eux en 1907.
La destination des bâtiments des communs est soit utilitaire - pour les bâtiments ouest, soit à vocation de loisir - pour les bâtiments est. Pour les bâtiments de services, la forme et les matériaux choisis, bien plus modestes que pour la grande maison, témoignent cependant du soin constant et de l’intérêt porté aux détails et à la décoration pour toutes les constructions sur le domaine de la villa Bagatelle.
On ne sait pas si les bâtiments des communs ont été conçus par Pierre Curieux ou bien par les architectes paysagistes Luizet et Barret. Concernant ces derniers, il n’était pas rare que la conception des bâtiments agricoles leur soit confiée (serre, orangerie, écuries), il pourraient en être les auteurs.

### Propriétairs
- Pierre Jupet : 1901-1907
- Propriétaire inconnu : 1907-1920
- Famille Chauvin : 1920...

En 1963, son propriétaire est Robert Chauvin (1887-1965), PDG du laboratoire Aguettant.

## Ouverture au public
Le parc de la Villa Bagatelle est ouvert au public pour certaines éditions des Journées Européennes du Patrimoine comme en 2020.
En 2020, une campagne de restauration débute dans la Grande-Maison, la maison d'habitation principale de la villa. C'est la campagne de restauration centenaire sur une partie des extérieures et des intérieures pour permettre l'ouverture de chambres d'hôtes.